# Tekes (Kreis)
Koordinaten: 43° 13′ N, 83° 50′ O
| Uigurische Bezeichnung          | Uigurische Bezeichnung |
| ------------------------------- | ---------------------- |
| Arabisch-Persisch (Kona Yeziⱪ): | تېكەس ناھىيىسى         |
| Lateinisch (Yengi Yeziⱪ):       | Tekəs Naⱨiyisi         |
| Chinesische Bezeichnung         |                        |
| Kurzzeichen:                    | 特克斯县               |
| Umschrift in Pinyin:            | Tèkèsī Xiàn            |

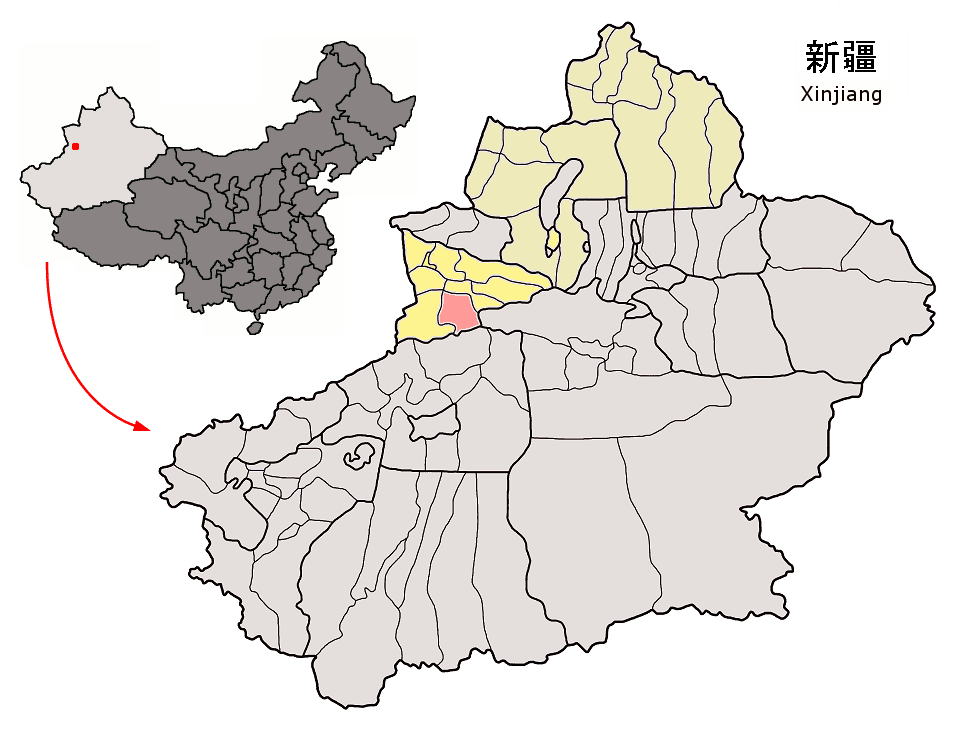
Lage des Kreises Tekes (rosa) im Kasachischen Autonomen Bezirk Ili (gelb und grau)

Tekes (kasachisch تەكەس اۋدانى Tekes Awdanı) ist ein Kreis im Kasachischen Autonomen Bezirk Ili des Uigurischen Autonomen Gebiets Xinjiang in der Volksrepublik China. Der Kreis liegt am gleichnamigen Fluss Tekes He. Tekes hat eine Fläche von 8079,67 km² und 142.718 Einwohner (Stand: Zensus 2010).

## Administrative Gliederung
Auf Gemeindeebene setzt sich Tekes aus einer Großgemeinde, fünf Gemeinden und zwei Nationalitätengemeinden. Diese sind:
- Großgemeinde Tekes (特克斯镇), Sitz der Kreisregierung;
- Gemeinde Karadala (喀拉达拉乡);
- Gemeinde Karatokay (喀拉托海乡);
- Gemeinde Koksu (阔克苏乡);
- Gemeinde Qilozek (齐勒乌泽克乡);
- Gemeinde Qolakterak (乔拉克铁热克乡);
- Gemeinde Hujirt (呼吉尔特蒙古族乡);
- Gemeinde Kokterak (阔克铁热克柯尔克孜族乡).
- Ferner liegen im Kreisgebiet ein Staatsforst, eine Militärpferde-Zuchtstation der VBA mit Weideplätzen und eine Farm der Produktions- und Aufbaukorps.